# مقاطعة كير (تكساس)
مقاطعة كير (بالإنجليزية: Kerr  County)‏ هي إحدى المقاطعات في ولاية تكساس، الولايات المتحدة الأمريكية.